# Infrastruktura jako usługa
infrastruktura jako usługa (ang. infrastructure as a service, w skrócie IaaS) – model usługi chmury obliczeniowej zapewniający infrastrukturę chmury, na której odbiorca usług jest w stanie wdrożyć i uruchomić dowolne oprogramowanie (systemy operacyjne i aplikacje), jednak nie zarządza ani nie kontroluje infrastruktury chmury, z wyjątkiem kontroli nad systemami operacyjnymi, pamięcią masową i wdrożonymi aplikacjami oraz, ewentualnie, ograniczonej kontroli nad wybranymi komponentami sieciowymi (np. zapór sieciowych).
Polega na dostarczeniu przez dostawcę całej infrastruktury informatycznej, takiej jak np. wirtualizowany sprzęt, skalowany w zależności od potrzeb użytkownika.
Model tej usługi polega na dostarczaniu klientowi infrastruktury informatycznej, czyli sprzętu, oprogramowania oraz serwisowania. Klient wykupuje na przykład konkretną liczbę serwerów, przestrzeni dyskowej, lub określony zasób pamięci i mocy obliczeniowej. Nie oznacza to jednak, że sprzęt fizycznie zostanie zainstalowany w siedzibie klienta. W tym modelu zdarza się, że klient dostarcza usługodawcy własne oprogramowanie do zainstalowania na wynajmowanym sprzęcie. Czasami IaaS nazywany jest też HaaS (Host as a Service).
Początkowym rozwiązaniem typu IaaS było wynajmowanie u dostawców usług serwerów dedykowanych. Aktualnie, dzięki wirtualizacji, najczęściej są to maszyny wirtualne. W starszym przypadku (dedykowany serwer) klient płaci za określony sprzęt (jako pudełko). W wypadku nowszym (wirtualne maszyny) klient płaci za faktycznie zużytą moc serwerów. W ten sposób działa m.in. chmura Amazon EC2.